# Liste der Bundestagswahlkreise 2013

Bundestagswahlkreise 2013

Dies ist eine Liste aller 299 Wahlkreise der Bundestagswahl 2013. Die Wahlkreiseinteilung wurde im Zwanzigsten Gesetz zur Änderung des Bundeswahlgesetzes festgelegt. Die Nummerierung der Wahlkreise erfolgte in der Reihenfolge der Bundesländer von Norden nach Süden. Für die Bundestagswahlkreise anderer Jahre siehe Liste der Bundestagswahlkreise.

## Anzahl der Wahlkreise nach Bundesland
| Land                   | Anzahl der Wahlkreise | Nummerierung |
| ---------------------- | --------------------- | ------------ |
| Schleswig-Holstein     | 11                    | 1–11         |
| Mecklenburg-Vorpommern | 6 (−1)                | 12–17        |
| Hamburg                | 6                     | 18–23        |
| Niedersachsen          | 30                    | 24–53        |
| Bremen                 | 2                     | 54–55        |
| Brandenburg            | 10                    | 56–65        |
| Sachsen-Anhalt         | 9                     | 66–74        |
| Berlin                 | 12                    | 75–86        |
| Nordrhein-Westfalen    | 64                    | 87–150       |
| Sachsen                | 16                    | 151–166      |
| Hessen                 | 22 (+1)               | 167–188      |
| Thüringen              | 9                     | 189–197      |
| Rheinland-Pfalz        | 15                    | 198–212      |
| Bayern                 | 45                    | 213–257      |
| Baden-Württemberg      | 38                    | 258–295      |
| Saarland               | 4                     | 296–299      |

Gegenüber der Bundestagswahl 2009 gab Mecklenburg-Vorpommern zur Bundestagswahl 2013 einen Wahlkreis an Hessen ab. In beiden Ländern wurden auch die Zuschnitte weiterer Wahlkreise verändert, um eine gleichmäßige Größe der Wahlkreise zu erreichen oder um der Veränderung von Landkreisgrenzen Rechnung zu tragen. In Schleswig-Holstein, Niedersachsen und Nordrhein-Westfalen wurden bei gleichbleibender Abgrenzung die Namen mehrerer Wahlkreise geändert.

## Wahlkreise nach Nummerierung und Bundesland

### Schleswig-Holstein
| Nr. | Wahlkreis                          | Gebiet |
| --- | ---------------------------------- | --- |
| 1   | Flensburg – Schleswig              | Flensburg, Kreis Schleswig-Flensburg                                                                                               |
| 2   | Nordfriesland – Dithmarschen Nord  | Kreis Nordfriesland, Kreis Dithmarschen (nördlicher Teil)                                                                          |
| 3   | Steinburg – Dithmarschen Süd       | Kreis Steinburg, Kreis Dithmarschen (südlicher Teil), vom Kreis Segeberg die Gemeinde Bad Bramstedt und das Amt Bad Bramstedt-Land |
| 4   | Rendsburg-Eckernförde              | Kreis Rendsburg-Eckernförde ohne die Gemeinden Altenholz und Kronshagen                                                            |
| 5   | Kiel                               | Kiel, vom Kreis Rendsburg-Eckernförde die Gemeinden Altenholz und Kronshagen                                                       |
| 6   | Plön – Neumünster                  | Kreis Plön, Neumünster, vom Kreis Segeberg das Amt Boostedt-Rickling                                                               |
| 7   | Pinneberg                          | Kreis Pinneberg |
| 8   | Segeberg – Stormarn-Mitte          | Kreis Segeberg ohne Bad Bramstedt und die Ämter Bramstedt-Land und Boostedt-Rickling, Kreis Stormarn (mittlicher Teil)             |
| 9   | Ostholstein – Stormarn-Nord        | Kreis Ostholstein, vom Kreis Stormarn die Gemeinde Reinfeld und das Amt Nordstormarn                                               |
| 10  | Herzogtum Lauenburg – Stormarn-Süd | Kreis Herzogtum Lauenburg (südöstlicher Teil), Kreis Stormarn (südlicher Teil)                                                     |
| 11  | Lübeck                             | Lübeck, Kreis Herzogtum Lauenburg (nordwestlicher Teil)                                                                            |

### Mecklenburg-Vorpommern
| Nr. | Wahlkreis                                                             | Gebiet |
| --- | --------------------------------------------------------------------- | --- |
| 12  | Schwerin – Ludwigslust-Parchim I – Nordwestmecklenburg I              | Schwerin, Landkreis Nordwestmecklenburg (westlicher Teil), vom Landkreis Ludwigslust-Parchim der ehemalige Landkreis Ludwigslust                           |
| 13  | Ludwigslust-Parchim II – Nordwestmecklenburg II – Landkreis Rostock I | Landkreis Nordwestmecklenburg (östlicher Teil), vom Landkreis Ludwigslust-Parchim der ehemalige Landkreis Parchim, Landkreis Rostock (nordwestlicher Teil) |
| 14  | Rostock – Landkreis Rostock II                                        | Rostock, Landkreis Rostock (nordöstlicher Teil) |
| 15  | Vorpommern-Rügen – Vorpommern-Greifswald I                            | Landkreis Vorpommern-Rügen, vom Landkreis Vorpommern-Greifswald die Stadt Greifswald und das Amt Landhagen                                                 |
| 16  | Mecklenburgische Seenplatte I – Vorpommern-Greifswald II              | Landkreis Mecklenburgische Seenplatte (östlicher Teil), Landkreis Vorpommern-Greifswald ohne Greifswald und das Amt Landhagen                              |
| 17  | Mecklenburgische Seenplatte II – Landkreis Rostock III                | Landkreis Mecklenburgische Seenplatte (westlicher Teil), Landkreis Rostock (südlicher Teil)                                                                |

### Hamburg
| Nr. | Wahlkreis                   | Gebiet |
| --- | --------------------------- | --- |
| 18  | Hamburg-Mitte               | Bezirk Hamburg-Mitte ohne Wilhelmsburg, vom Bezirk Hamburg-Nord die Stadtteile Barmbek-Nord, Barmbek-Süd, Dulsberg, Hohenfelde und Uhlenhorst, vom Bezirk Wandsbek der Stadtteil Eilbek |
| 19  | Hamburg-Altona              | Bezirk Altona |
| 20  | Hamburg-Eimsbüttel          | Bezirk Eimsbüttel |
| 21  | Hamburg-Nord                | Vom Bezirk Hamburg-Nord die Stadtteile Alsterdorf, Eppendorf, Fuhlsbüttel, Groß Borstel, Hoheluft-Ost, Langenhorn, Ohlsdorf und Winterhude, vom Bezirk Wandsbek die Stadtteile Hummelsbüttel, Poppenbüttel, Sasel, Wellingsbüttel, Lemsahl-Mellingstedt, Duvenstedt, Wohldorf-Ohlstedt und Bergstedt |
| 22  | Hamburg-Wandsbek            | Vom Bezirk Wandsbek die Stadtteile Steilshoop, Rahlstedt, Bramfeld, Wandsbek, Farmsen-Berne, Volksdorf, Marienthal, Jenfeld und Tonndorf |
| 23  | Hamburg-Bergedorf – Harburg | Bezirk Bergedorf, Bezirk Harburg, vom Bezirk Hamburg-Mitte der Stadtteil Wilhelmsburg |

### Niedersachsen
| Nr. | Wahlkreis                                  | Gebiet |
| --- | ------------------------------------------ | --- |
| 24  | Aurich – Emden                             | Landkreis Aurich, Emden |
| 25  | Unterems                                   | Landkreis Emsland (nördlicher Teil), Landkreis Leer |
| 26  | Friesland – Wilhelmshaven – Wittmund       | Landkreis Friesland, Wilhelmshaven, Landkreis Wittmund |
| 27  | Oldenburg – Ammerland                      | Oldenburg, Landkreis Ammerland |
| 28  | Delmenhorst – Wesermarsch – Oldenburg-Land | Delmenhorst, Landkreis Wesermarsch, Landkreis Oldenburg, |
| 29  | Cuxhaven – Stade II                        | Landkreis Cuxhaven, Landkreis Stade (nördlicher Teil) |
| 30  | Stade I – Rotenburg II                     | Landkreis Stade (südlicher Teil), Landkreis Rotenburg (Wümme) (nördlicher Teil) |
| 31  | Mittelems                                  | Landkreis Emsland (teilweise), Landkreis Grafschaft Bentheim |
| 32  | Cloppenburg – Vechta                       | Landkreis Cloppenburg, Landkreis Vechta |
| 33  | Diepholz – Nienburg I                      | Landkreis Diepholz, vom Landkreis Nienburg/Weser die Samtgemeinden Uchte und Grafschaft Hoya |
| 34  | Osterholz – Verden                         | Landkreis Osterholz, Landkreis Verden |
| 35  | Rotenburg I – Heidekreis                   | Landkreis Rotenburg (Wümme) (südlicher Teil), Landkreis Heidekreis |
| 36  | Harburg                                    | Landkreis Harburg |
| 37  | Lüchow-Dannenberg – Lüneburg               | Landkreis Lüchow-Dannenberg, Landkreis Lüneburg |
| 38  | Osnabrück-Land                             | Landkreis Osnabrück ohne Belm, Georgsmarienhütte, Hagen am Teutoburger Wald, Hasbergen und Wallenhorst |
| 39  | Stadt Osnabrück                            | Osnabrück, vom Landkreis Osnabrück die Gemeinden Belm, Georgsmarienhütte, Hagen am Teutoburger Wald, Hasbergen und Wallenhorst                                                                                     |
| 40  | Nienburg II – Schaumburg                   | Landkreis Nienburg/Weser ohne die Samtgemeinden Uchte und Grafschaft Hoya, Landkreis Schaumburg |
| 41  | Stadt Hannover I                           | Hannover (nördlicher Teil) |
| 42  | Stadt Hannover II                          | Hannover (südlicher Teil) |
| 43  | Hannover-Land I                            | Burgdorf, Burgwedel, Garbsen, Isernhagen, Langenhagen, Neustadt am Rübenberge, Wedemark, Wunstorf |
| 44  | Celle – Uelzen                             | Landkreis Celle, Landkreis Uelzen |
| 45  | Gifhorn – Peine                            | Landkreis Gifhorn ohne die Samtgemeinden Boldecker Land und Brome, Landkreis Peine |
| 46  | Hameln-Pyrmont – Holzminden                | Landkreis Hameln-Pyrmont, Landkreis Holzminden, vom Landkreis Northeim die Gemeinden Bodenfelde und Uslar |
| 47  | Hannover-Land II                           | Barsinghausen, Gehrden, Hemmingen, Laatzen, Lehrte, Pattensen, Ronnenberg, Seelze, Sehnde, Springe, Uetze, Wennigsen                                                                                               |
| 48  | Hildesheim                                 | Landkreis Hildesheim |
| 49  | Salzgitter – Wolfenbüttel                  | Salzgitter, Landkreis Wolfenbüttel, Landkreis Goslar (nördlicher Teil) |
| 50  | Braunschweig                               | Braunschweig |
| 51  | Helmstedt – Wolfsburg                      | Landkreis Helmstedt, Wolfsburg, vom Landkreis Gifhorn die Samtgemeinden Boldecker Land und Brome |
| 52  | Goslar – Northeim – Osterode               | Landkreis Goslar (südlicher Teil), Landkreis Northeim ohne Bodenfelde und Uslar, vom Landkreis Osterode am Harz die Gemeinden Osterode am Harz und Bad Grund (Harz) sowie die Samtgemeinden Hattorf und Walkenried |
| 53  | Göttingen                                  | Landkreis Göttingen, vom Landkreis Osterode am Harz die Gemeinden Bad Lauterberg im Harz, Bad Sachsa und Herzberg am Harz                                                                                          |

### Bremen
| Nr. | Wahlkreis               | Gebiet                                                                                           |
| --- | ----------------------- | ------------------------------------------------------------------------------------------------ |
| 54  | Bremen I                | Stadtbezirke Ost und Mitte, vom Stadtbezirk Süd Obervieland, Huchting und Neustadt               |
| 55  | Bremen II – Bremerhaven | Stadtbezirke West und Nord, vom Stadtbezirk Süd Woltmershausen, Seehausen und Strom, Bremerhaven |

### Brandenburg
| Nr. | Wahlkreis                                                                          | Gebiet |
| --- | ---------------------------------------------------------------------------------- | --- |
| 56  | Prignitz – Ostprignitz-Ruppin – Havelland I                                        | Landkreis Prignitz, Landkreis Ostprignitz-Ruppin, vom Landkreis Havelland die Ämter Friesack und Rhinow                                                                                   |
| 57  | Uckermark – Barnim I                                                               | Landkreis Uckermark, Landkreis Barnim (nördlicher Teil) |
| 58  | Oberhavel – Havelland II                                                           | Landkreis Oberhavel, Landkreis Havelland (östlicher Teil) |
| 59  | Märkisch-Oderland – Barnim II                                                      | Landkreis Märkisch-Oderland, Landkreis Barnim (südlicher Teil) |
| 60  | Brandenburg an der Havel – Potsdam-Mittelmark I – Havelland III – Teltow-Fläming I | Brandenburg an der Havel, Landkreis Potsdam-Mittelmark (südlicher Teil), Landkreis Havelland (südwestlicher Teil), vom Landkreis Teltow-Fläming die Gemeinden Jüterbog und Niedergörsdorf |
| 61  | Potsdam – Potsdam-Mittelmark II – Teltow-Fläming II                                | Potsdam, Landkreis Potsdam-Mittelmark (nordöstlicher Teil), Landkreis Teltow-Fläming (nördlicher Teil)                                                                                    |
| 62  | Dahme-Spreewald – Teltow-Fläming III – Oberspreewald-Lausitz I                     | Landkreis Dahme-Spreewald, Landkreis Teltow-Fläming (südlicher Teil), vom Landkreis Oberspreewald-Lausitz die Gemeinde Lübbenau                                                           |
| 63  | Frankfurt (Oder) – Oder-Spree                                                      | Frankfurt (Oder), Landkreis Oder-Spree |
| 64  | Cottbus – Spree-Neiße                                                              | Cottbus, Landkreis Spree-Neiße |
| 65  | Elbe-Elster – Oberspreewald-Lausitz II                                             | Landkreis Elbe-Elster, Landkreis Oberspreewald-Lausitz ohne Lübbenau |

### Sachsen-Anhalt
| Nr. | Wahlkreis               | Gebiet                                                                                           |
| --- | ----------------------- | ------------------------------------------------------------------------------------------------ |
| 66  | Altmark                 | Altmarkkreis Salzwedel, Landkreis Stendal                                                        |
| 67  | Börde – Jerichower Land | Landkreis Börde, Landkreis Jerichower Land                                                       |
| 68  | Harz                    | Landkreis Harz, vom Salzlandkreis die Gemeinden Aschersleben und Seeland                         |
| 69  | Magdeburg               | Magdeburg, vom Salzlandkreis die Gemeinden Barby, Bördeland, Calbe (Saale) und Schönebeck (Elbe) |
| 70  | Dessau – Wittenberg     | Dessau-Roßlau, Landkreis Wittenberg                                                              |
| 71  | Anhalt                  | Landkreis Anhalt-Bitterfeld, Salzlandkreis (mittlicher Teil)                                     |
| 72  | Halle                   | Halle (Saale), vom Saalekreis die Gemeinden Kabelsketal, Landsberg und Petersberg                |
| 73  | Burgenland – Saalekreis | Burgenlandkreis, vom Saalekreis die Gemeinden Bad Dürrenberg, Braunsbedra, Leuna und Schkopau    |
| 74  | Mansfeld                | Landkreis Mansfeld-Südharz, Saalekreis (westlicher Teil)                                         |

### Berlin
| Nr. | Wahlkreis                                               | Gebiet                                                                                      |
| --- | ------------------------------------------------------- | ------------------------------------------------------------------------------------------- |
| 75  | Berlin-Mitte                                            | Bezirk Mitte                                                                                |
| 76  | Berlin-Pankow                                           | Bezirk Pankow ohne den südöstlichen Teil von Prenzlauer Berg                                |
| 77  | Berlin-Reinickendorf                                    | Bezirk Reinickendorf                                                                        |
| 78  | Berlin-Spandau – Charlottenburg Nord                    | Bezirk Spandau, vom Bezirk Charlottenburg-Wilmersdorf der Ortsteil Charlottenburg-Nord      |
| 79  | Berlin-Steglitz – Zehlendorf                            | Bezirk Steglitz-Zehlendorf                                                                  |
| 80  | Berlin-Charlottenburg – Wilmersdorf                     | Bezirk Charlottenburg-Wilmersdorf ohne Charlottenburg-Nord                                  |
| 81  | Berlin-Tempelhof – Schöneberg                           | Bezirk Tempelhof-Schöneberg                                                                 |
| 82  | Berlin-Neukölln                                         | Bezirk Neukölln                                                                             |
| 83  | Berlin-Friedrichshain – Kreuzberg – Prenzlauer Berg Ost | Bezirk Friedrichshain-Kreuzberg, vom Bezirk Pankow der südöstliche Teil von Prenzlauer Berg |
| 84  | Berlin-Treptow – Köpenick                               | Bezirk Treptow-Köpenick                                                                     |
| 85  | Berlin-Marzahn – Hellersdorf                            | Bezirk Marzahn-Hellersdorf                                                                  |
| 86  | Berlin-Lichtenberg                                      | Bezirk Lichtenberg                                                                          |

### Nordrhein-Westfalen
| Nr. | Wahlkreis                           | Gebiet |
| --- | ----------------------------------- | --- |
| 87  | Aachen I                            | von der Städteregion Aachen die Stadt Aachen |
| 88  | Aachen II                           | Städteregion Aachen ohne die Stadt Aachen |
| 89  | Heinsberg                           | Kreis Heinsberg |
| 90  | Düren                               | Kreis Düren |
| 91  | Rhein-Erft-Kreis I                  | Vom Rhein-Erft-Kreis die Gemeinden Bedburg, Bergheim, Pulheim, Elsdorf, Frechen, Hürth und Kerpen                                                                                        |
| 92  | Euskirchen – Rhein-Erft-Kreis II    | Kreis Euskirchen, vom Rhein-Erft-Kreis die Gemeinden Brühl, Erftstadt und Wesseling |
| 93  | Köln I                              | Vom Stadtbezirk Innenstadt die Stadtteile Altstadt-Nord, Neustadt-Nord und Deutz, Stadtbezirke Porz und Kalk                                                                             |
| 94  | Köln II                             | Vom Stadtbezirk Innenstadt die Stadtteile Altstadt-Süd und Neustadt-Süd, Stadtbezirke Rodenkirchen und Lindenthal                                                                        |
| 95  | Köln III                            | Stadtbezirke Ehrenfeld, Nippes und Chorweiler |
| 96  | Bonn                                | Bonn |
| 97  | Rhein-Sieg-Kreis I                  | Siegburg, Troisdorf, Eitorf, Hennef, Lohmar, Much, Neunkirchen-Seelscheid, Niederkassel, Ruppichteroth, Windeck                                                                          |
| 98  | Rhein-Sieg-Kreis II                 | Sankt Augustin, Königswinter, Alfter, Bad Honnef, Bornheim, Meckenheim, Rheinbach, Swisttal, Wachtberg                                                                                   |
| 99  | Oberbergischer Kreis                | Oberbergischer Kreis |
| 100 | Rheinisch-Bergischer Kreis          | Rheinisch-Bergischer Kreis |
| 101 | Leverkusen – Köln IV                | Leverkusen, von Köln der Stadtbezirk Mülheim |
| 102 | Wuppertal I                         | Wuppertal ohne die Stadtbezirke Cronenberg und Ronsdorf |
| 103 | Solingen – Remscheid – Wuppertal II | Solingen, Remscheid, von Wuppertal die Stadtbezirke Cronenberg und Ronsdorf |
| 104 | Mettmann I                          | Vom Kreis Mettmann die Gemeinden Erkrath, Haan, Hilden, Langenfeld, Mettmann und Monheim                                                                                                 |
| 105 | Mettmann II                         | Vom Kreis Mettmann die Gemeinden Ratingen, Velbert, Heiligenhaus und Wülfrath |
| 106 | Düsseldorf I                        | Stadtbezirke 1, 2, 4, 5, 6, 7 |
| 107 | Düsseldorf II                       | Stadtbezirke 3, 8, 9, 10 |
| 108 | Neuss I                             | Vom Rhein-Kreis Neuss die Gemeinden Dormagen, Grevenbroich, Neuss und Rommerskirchen |
| 109 | Mönchengladbach                     | Mönchengladbach |
| 110 | Krefeld I – Neuss II                | Von Krefeld die Stadtbezirke West, Süd, Fischeln, Oppum-Linn und Uerdingen, vom Rhein-Kreis Neuss die Gemeinden Jüchen, Kaarst, Meerbusch und Korschenbroich                             |
| 111 | Viersen                             | Kreis Viersen |
| 112 | Kleve                               | Kreis Kleve |
| 113 | Wesel I                             | Vom Kreis Wesel die Gemeinden Alpen, Wesel, Hamminkeln, Hünxe, Kamp-Lintfort, Schermbeck, Voerde, Xanten, Rheinberg, Sonsbeck                                                            |
| 114 | Krefeld II – Wesel II               | Von Krefeld die Stadtbezirke Nord, Hüls, Mitte und Ost, vom Kreis Wesel die Gemeinden Moers und Neukirchen-Vluyn                                                                         |
| 115 | Duisburg I                          | Stadtbezirke Rheinhausen und Süd sowie Stadtbezirk Mitte ohne Duissern |
| 116 | Duisburg II                         | Stadtbezirke Walsum, Hamborn, Meiderich/Beeck und Homberg/Ruhrort/Baerl sowie vom Stadtbezirk Mitte der Stadtteil Duissern                                                               |
| 117 | Oberhausen – Wesel III              | Oberhausen, vom Kreis Wesel die Stadt Dinslaken |
| 118 | Mülheim – Essen I                   | Mülheim an der Ruhr, von Essen der Stadtbezirk IV |
| 119 | Essen II                            | Stadtbezirke I, V, VI und VII |
| 120 | Essen III                           | Stadtbezirke II, III, VIII und IX |
| 121 | Recklinghausen I                    | Vom Kreis Recklinghausen die Gemeinden Castrop-Rauxel, Recklinghausen und Waltrop |
| 122 | Recklinghausen II                   | Vom Kreis Recklinghausen die Gemeinden Datteln, Haltern, Herten, Marl, Oer-Erkenschwick                                                                                                  |
| 123 | Gelsenkirchen                       | Gelsenkirchen |
| 124 | Steinfurt I – Borken I              | Vom Kreis Steinfurt die Gemeinden Horstmar, Metelen, Neuenkirchen, Ochtrup, Rheine, Steinfurt und Wettringen, vom Kreis Borken die Gemeinden Ahaus, Gronau, Heek, Legden und Schöppingen |
| 125 | Bottrop – Recklinghausen III        | Bottrop, vom Kreis Recklinghausen die Gemeinden Gladbeck und Dorsten |
| 126 | Borken II                           | Vom Kreis Borken die Gemeinden Bocholt, Borken, Gescher, Isselburg, Rhede, Stadtlohn, Südlohn, Velen, Vreden Heiden, Raesfeld und Reken                                                  |
| 127 | Coesfeld – Steinfurt II             | Kreis Coesfeld, vom Kreis Steinfurt die Gemeinden Altenberge, Laer und Nordwalde |
| 128 | Steinfurt III                       | Vom Kreis Steinfurt die Gemeinden Emsdetten, Greven, Hörstel, Hopsten, Ibbenbüren, Ladbergen, Lengerich, Lienen, Lotte, Mettingen, Recke, Saerbeck, Tecklenburg und Westerkappeln        |
| 129 | Münster                             | Münster |
| 130 | Warendorf                           | Kreis Warendorf |
| 131 | Gütersloh I                         | Kreis Gütersloh ohne Werther und Schloß Holte-Stukenbrock |
| 132 | Bielefeld – Gütersloh II            | Bielefeld, vom Kreis Gütersloh die Gemeinde Werther |
| 133 | Herford – Minden-Lübbecke II        | Kreis Herford, vom Kreis Minden-Lübbecke die Stadt Bad Oeynhausen |
| 134 | Minden-Lübbecke I                   | Kreis Minden-Lübbecke ohne Bad Oeynhausen |
| 135 | Lippe I                             | Vom Kreis Lippe die Gemeinden Lemgo, Lage, Bad Salzuflen, Oerlinghausen, Leopoldshöhe, Barntrup, Blomberg, Dörentrup, Kalletal und Extertal                                              |
| 136 | Höxter – Lippe II                   | Kreis Höxter, vom Kreis Lippe die Gemeinden Detmold, Augustdorf, Horn-Bad Meinberg, Lügde, Schieder-Schwalenberg und Schlangen                                                           |
| 137 | Paderborn – Gütersloh III           | Kreis Paderborn, vom Kreis Gütersloh die Gemeinde Schloß Holte-Stukenbrock |
| 138 | Hagen – Ennepe-Ruhr-Kreis I         | Hagen, vom Ennepe-Ruhr-Kreis die Gemeinden Breckerfeld, Gevelsberg, Schwelm und Ennepetal                                                                                                |
| 139 | Ennepe-Ruhr-Kreis II                | Vom Ennepe-Ruhr-Kreis die Gemeinden Hattingen, Herdecke, Sprockhövel, Wetter und Witten                                                                                                  |
| 140 | Bochum I                            | Von Bochum die Stadtbezirke Mitte, Wattenscheid, Süd und Südwest |
| 141 | Herne – Bochum II                   | Herne, von Bochum die Stadtbezirke Nord und Ost |
| 142 | Dortmund I                          | Stadtbezirke Innenstadt-West, Innenstadt-Ost, Hombruch, Huckarde, Lütgendortmund und Mengede                                                                                             |
| 143 | Dortmund II                         | Stadtbezirke Innenstadt-Nord, Eving, Aplerbeck, Brackel, Hörde und Scharnhorst |
| 144 | Unna I                              | Vom Kreis Unna die Gemeinden Unna, Kamen, Bergkamen, Bönen, Fröndenberg/Ruhr, Holzwickede und Schwerte                                                                                   |
| 145 | Hamm – Unna II                      | Hamm, vom Kreis Unna die Gemeinden Lünen, Selm und Werne |
| 146 | Soest                               | Kreis Soest |
| 147 | Hochsauerlandkreis                  | Hochsauerlandkreis |
| 148 | Siegen-Wittgenstein                 | Kreis Siegen-Wittgenstein |
| 149 | Olpe – Märkischer Kreis I           | Kreis Olpe, vom Märkischen Kreis die Gemeinden Lüdenscheid, Meinerzhagen, Kierspe, Halver, Herscheid und Schalksmühle                                                                    |
| 150 | Märkischer Kreis II                 | Vom Märkischen Kreis die Gemeinden Iserlohn, Altena, Plettenberg, Werdohl, Balve, Hemer, Menden (Sauerland), Nachrodt-Wiblingwerde und Neuenrade                                         |

### Sachsen
| Nr. | Wahlkreis                              | Gebiet |
| --- | -------------------------------------- | --- |
| 151 | Nordsachsen                            | Landkreis Nordsachsen |
| 152 | Leipzig I                              | Stadtbezirke Alt-West, Nord, Nordost, Nordwest, Ost                                                                                               |
| 153 | Leipzig II                             | Stadtbezirke Mitte, Süd, Südost, Südwest, West |
| 154 | Leipzig-Land                           | Landkreis Leipzig |
| 155 | Meißen                                 | Landkreis Meißen |
| 156 | Bautzen I                              | Landkreis Bautzen ohne Arnsdorf, Ottendorf-Okrilla, Radeberg, Wachau, Großröhrsdorf und Bretnig-Hauswalde                                         |
| 157 | Görlitz                                | Landkreis Görlitz |
| 158 | Sächsische Schweiz – Osterzgebirge     | Landkreis Sächsische Schweiz-Osterzgebirge |
| 159 | Dresden I                              | Dresden (südlicher Teil) |
| 160 | Dresden II – Bautzen II                | Dresden (nördlicher Teil), vom Landkreis Bautzen die Gemeinden Arnsdorf, Ottendorf-Okrilla, Radeberg, Wachau, Großröhrsdorf und Bretnig-Hauswalde |
| 161 | Mittelsachsen                          | Landkreis Mittelsachsen (östlicher Teil) |
| 162 | Chemnitz                               | Chemnitz |
| 163 | Chemnitzer Umland – Erzgebirgskreis II | Landkreis Mittelsachsen (westlicher Teil), Landkreis Zwickau (östlicher Teil), Erzgebirgskreis (nördlicher Teil)                                  |
| 164 | Erzgebirgskreis I                      | Erzgebirgskreis (südlicher Teil) |
| 165 | Zwickau                                | Landkreis Zwickau (westlicher Teil) |
| 166 | Vogtlandkreis                          | Vogtlandkreis |

### Hessen
| Nr. | Wahlkreis                            | Gebiet |
| --- | ------------------------------------ | --- |
| 167 | Waldeck                              | Landkreis Waldeck-Frankenberg (nördlicher Teil), Landkreis Kassel (westlicher Teil) |
| 168 | Kassel                               | Kassel, Landkreis Kassel (östlicher Teil) |
| 169 | Werra-Meißner – Hersfeld-Rotenburg   | Werra-Meißner-Kreis, Landkreis Hersfeld-Rotenburg |
| 170 | Schwalm-Eder                         | Schwalm-Eder-Kreis, Landkreis Waldeck-Frankenberg (südlicher Teil) |
| 171 | Marburg                              | Landkreis Marburg-Biedenkopf |
| 172 | Lahn-Dill                            | Lahn-Dill-Kreis, vom Landkreis Gießen die Gemeinden Biebertal und Wettenberg |
| 173 | Gießen                               | Landkreis Gießen ohne Biebertal und Wettenberg, Vogelsbergkreis (nordwestlicher Teil) |
| 174 | Fulda                                | Landkreis Fulda, Vogelsbergkreis (südöstlicher Teil) |
| 175 | Main-Kinzig – Wetterau II – Schotten | Main-Kinzig-Kreis (nordöstlicher Teil), Wetteraukreis (östlicher Teil), vom Vogelsbergkreis die Gemeinde Schotten |
| 176 | Hochtaunus                           | Hochtaunuskreis (nördlicher Teil), Landkreis Limburg-Weilburg (östlicher Teil) |
| 177 | Wetterau I                           | Wetteraukreis (westlicher Teil) |
| 178 | Rheingau-Taunus – Limburg            | Rheingau-Taunus-Kreis, Landkreis Limburg-Weilburg (westlicher Teil) |
| 179 | Wiesbaden                            | Wiesbaden |
| 180 | Hanau                                | Main-Kinzig-Kreis (südwestlicher Teil) |
| 181 | Main-Taunus                          | Main-Taunus-Kreis, vom Hochtaunuskreis die Gemeinden Königstein, Kronberg und Steinbach |
| 182 | Frankfurt am Main I                  | Höchst, Altstadt, Bahnhofsviertel, Bockenheim, Dornbusch, Eschersheim, Innenstadt, Gutleutviertel, Gallusviertel, Westend, Ginnheim, Griesheim, Nied, Sindlingen, Zeilsheim, Unterliederbach, Sossenheim, Rödelheim, Hausen, Praunheim, Niederursel und Heddernheim |
| 183 | Frankfurt am Main II                 | Nordend, Ostend, Bornheim, Seckbach, Eckenheim, Preungesheim, Bonames, Berkersheim, Fechenheim, Oberrad, Riederwald, Frankfurter Berg, Nieder-Erlenbach, Nieder-Eschbach, Bergen-Enkheim, Harheim, Kalbach-Riedberg, Sachsenhausen, Niederrad und Schwanheim        |
| 184 | Groß-Gerau                           | Landkreis Groß-Gerau |
| 185 | Offenbach                            | Offenbach am Main, Landkreis Offenbach (westlicher Teil) |
| 186 | Darmstadt                            | Darmstadt, Landkreis Darmstadt-Dieburg (westlicher Teil) |
| 187 | Odenwald                             | Odenwaldkreis, Landkreis Darmstadt-Dieburg (östlicher Teil), Landkreis Offenbach (östlicher Teil) |
| 188 | Bergstraße                           | Landkreis Bergstraße |

### Thüringen
| Nr. | Wahlkreis                                           | Gebiet                                                                                                  |
| --- | --------------------------------------------------- | --- |
| 189 | Eichsfeld – Nordhausen – Unstrut-Hainich-Kreis I    | Landkreis Eichsfeld, Landkreis Nordhausen, Unstrut-Hainich-Kreis (nordwestlicher Teil)                  |
| 190 | Eisenach – Wartburgkreis – Unstrut-Hainich-Kreis II | Eisenach, Wartburgkreis, Unstrut-Hainich-Kreis (südöstlicher Teil)                                      |
| 191 | Kyffhäuserkreis – Sömmerda – Weimarer Land I        | Kyffhäuserkreis, Landkreis Sömmerda, Landkreis Weimarer Land ohne die Verwaltungsgemeinschaft Grammetal |
| 192 | Gotha – Ilm-Kreis                                   | Landkreis Gotha, Ilm-Kreis                                                                              |
| 193 | Erfurt – Weimar – Weimarer Land II                  | Erfurt, Weimar, vom Landkreis Weimarer Land die Verwaltungsgemeinschaft Grammetal                       |
| 194 | Gera – Jena – Saale-Holzland-Kreis                  | Gera, Jena, Saale-Holzland-Kreis                                                                        |
| 195 | Greiz – Altenburger Land                            | Landkreis Greiz, Landkreis Altenburger Land                                                             |
| 196 | Sonneberg – Saalfeld-Rudolstadt – Saale-Orla-Kreis  | Landkreis Sonneberg, Landkreis Saalfeld-Rudolstadt, Saale-Orla-Kreis                                    |
| 197 | Suhl – Schmalkalden-Meiningen – Hildburghausen      | Suhl, Landkreis Schmalkalden-Meiningen, Landkreis Hildburghausen                                        |

### Rheinland-Pfalz
| Nr. | Wahlkreis                | Gebiet                                                                                          |
| --- | ------------------------ | ----------------------------------------------------------------------------------------------- |
| 198 | Neuwied                  | Landkreis Neuwied, Landkreis Altenkirchen (Westerwald)                                          |
| 199 | Ahrweiler                | Landkreis Ahrweiler, Landkreis Mayen-Koblenz (westlicher Teil)                                  |
| 200 | Koblenz                  | Koblenz, Rhein-Lahn-Kreis (westlicher Teil), Landkreis Mayen-Koblenz (östlicher Teil)           |
| 201 | Mosel/Rhein-Hunsrück     | Rhein-Hunsrück-Kreis, Landkreis Cochem-Zell, Landkreis Bernkastel-Wittlich (südlicher Teil)     |
| 202 | Kreuznach                | Landkreis Bad Kreuznach, Landkreis Birkenfeld                                                   |
| 203 | Bitburg                  | Eifelkreis Bitburg-Prüm, Landkreis Vulkaneifel, Landkreis Bernkastel-Wittlich (nördlicher Teil) |
| 204 | Trier                    | Trier, Landkreis Trier-Saarburg                                                                 |
| 205 | Montabaur                | Westerwaldkreis, Rhein-Lahn-Kreis (östlicher Teil)                                              |
| 206 | Mainz                    | Mainz, Landkreis Mainz-Bingen (nordwestlicher Teil)                                             |
| 207 | Worms                    | Worms, Landkreis Alzey-Worms, Landkreis Mainz-Bingen (südöstlicher Teil)                        |
| 208 | Ludwigshafen/Frankenthal | Ludwigshafen am Rhein, Frankenthal (Pfalz), Rhein-Pfalz-Kreis (nördlicher Teil)                 |
| 209 | Neustadt – Speyer        | Neustadt an der Weinstraße, Speyer, Landkreis Bad Dürkheim, Rhein-Pfalz-Kreis (südlicher Teil)  |
| 210 | Kaiserslautern           | Kaiserslautern, Donnersbergkreis, Landkreis Kaiserslautern (nördlicher Teil), Landkreis Kusel   |
| 211 | Pirmasens                | Pirmasens, Landkreis Kaiserslautern (südlicher Teil), Landkreis Südwestpfalz, Zweibrücken       |
| 212 | Südpfalz                 | Landkreis Germersheim, Landkreis Südliche Weinstraße, Landau in der Pfalz                       |

### Bayern
| Nr. | Wahlkreis          | Gebiet |
| --- | ------------------ | --- |
| 213 | Altötting          | Landkreis Altötting, Landkreis Mühldorf am Inn |
| 214 | Erding – Ebersberg | Landkreis Erding, Landkreis Ebersberg |
| 215 | Freising           | Landkreis Freising, Landkreis Pfaffenhofen an der Ilm, vom Landkreis Dachau die Gemeinde Petershausen, vom Landkreis Neuburg-Schrobenhausen die Gemeinde Aresing |
| 216 | Fürstenfeldbruck   | Landkreis Fürstenfeldbruck, Landkreis Dachau ohne Petershausen |
| 217 | Ingolstadt         | Ingolstadt, Landkreis Eichstätt, Landkreis Neuburg-Schrobenhausen ohne Aresing |
| 218 | München-Nord       | Stadtbezirke Maxvorstadt, Schwabing-West, Moosach, Milbertshofen-Am Hart, Schwabing-Freimann und Feldmoching-Hasenbergl |
| 219 | München-Ost        | Stadtbezirke Altstadt-Lehel, Au-Haidhausen, Trudering-Riem, Berg am Laim, Bogenhausen und Ramersdorf-Perlach |
| 220 | München-Süd        | Stadtbezirke Sendling, Sendling-Westpark, Obergiesing-Fasangarten, Untergiesing-Harlaching, Thalkirchen-Obersendling-Forstenried-Fürstenried-Solln und Hadern |
| 221 | München-West/Mitte | Stadtbezirke Ludwigsvorstadt-Isarvorstadt, Schwanthalerhöhe, Neuhausen-Nymphenburg, Pasing-Obermenzing, Aubing-Lochhausen-Langwied, Allach-Untermenzing und Laim |
| 222 | München-Land       | Landkreis München, vom Landkreis Starnberg die Gemeinde Gauting |
| 223 | Rosenheim          | Landkreis Rosenheim, Rosenheim |
| 224 | Starnberg          | Landkreis Starnberg ohne Gauting, Landkreis Miesbach, Landkreis Bad Tölz-Wolfratshausen |
| 225 | Traunstein         | Landkreis Traunstein, Landkreis Berchtesgadener Land |
| 226 | Weilheim           | Landkreis Weilheim-Schongau, Landkreis Garmisch-Partenkirchen, Landkreis Landsberg am Lech |
| 227 | Deggendorf         | Landkreis Deggendorf, Landkreis Freyung-Grafenau |
| 228 | Landshut           | Landshut, Landkreis Kelheim, Landkreis Landshut |
| 229 | Passau             | Passau, Landkreis Passau |
| 230 | Rottal-Inn         | Landkreis Rottal-Inn, Landkreis Dingolfing-Landau |
| 231 | Straubing          | Straubing, Landkreis Regen, Landkreis Straubing-Bogen |
| 232 | Amberg             | Amberg, Landkreis Amberg-Sulzbach, Landkreis Neumarkt in der Oberpfalz |
| 233 | Regensburg         | Regensburg, Landkreis Regensburg |
| 234 | Schwandorf         | Landkreis Schwandorf, Landkreis Cham |
| 235 | Weiden             | Weiden in der Oberpfalz, Landkreis Tirschenreuth, Landkreis Neustadt an der Waldnaab |
| 236 | Bamberg            | Bamberg, Landkreis Bamberg (südlicher Teil), Landkreis Forchheim (westlicher Teil) |
| 237 | Bayreuth           | Bayreuth, Landkreis Bayreuth, Landkreis Forchheim (östlicher Teil) |
| 238 | Coburg             | Coburg, Landkreis Coburg, Landkreis Kronach |
| 239 | Hof                | Hof, Landkreis Hof, Landkreis Wunsiedel im Fichtelgebirge |
| 240 | Kulmbach           | Landkreis Kulmbach, Landkreis Bamberg (nördlicher Teil), Landkreis Lichtenfels |
| 241 | Ansbach            | Ansbach, Landkreis Ansbach, Landkreis Weißenburg-Gunzenhausen |
| 242 | Erlangen           | Erlangen, Landkreis Erlangen-Höchstadt |
| 243 | Fürth              | Fürth, Landkreis Fürth, Landkreis Neustadt an der Aisch-Bad Windsheim |
| 244 | Nürnberg-Nord      | Stadtbezirke Almoshof, Altstadt, St. Lorenz, Altstadt, St. Sebald, Bärenschanze, Bielingplatz, Boxdorf, Buch, Buchenbühl, Dutzendteich, Eberhardshof, Erlenstegen, Flughafen, Galgenhof, Gleißhammer, Glockenhof, Gostenhof, Großgründlach, Guntherstraße, Himpfelshof, Kraftshof, Laufamholz, Ludwigsfeld, Marienberg, Marienvorstadt, Maxfeld, Mögeldorf, Mooshof, Muggenhof, Neunhof, Pirckheimerstraße, Sandberg, Schafhof, Schleifweg, Schmausenbuckstraße, Schniegling, Schoppershof, St. Jobst, St. Johannis, Tafelhof, Thon, Tullnau, Uhlandstraße, Veilhof, Westfriedhof, Wetzendorf, Wöhrd, Zerzabelshof und Ziegelstein                             |
| 245 | Nürnberg-Süd       | Stadtbezirken Altenfurt, Moorenbrunn, Altenfurt Nord, Beuthener Straße, Brunn, Dianastraße, Eibach, Fischbach, Gaismannshof, Gartenstadt, Gebersdorf, Gibitzenhof, Großreuth bei Schweinau, Gugelstraße, Hasenbuck, Höfen, Hohe Marter, Hummelstein, Katzwang, Reichelsdorf Ost, Reichelsdorfer Keller, Katzwanger Straße, Kornburg, Worzeldorf, Krottenbach, Mühlhof, Langwasser Nordost, Langwasser Nordwest, Langwasser Südost, Langwasser Südwest, Maiach, Rangierbahnhof, Rangierbahnhof-Siedlung, Reichelsdorf, Röthenbach Ost, Röthenbach West, Sandreuth, Schweinau, St. Leonhard, Steinbühl, Sündersbühl, Trierer Straße und Werderau sowie Schwabach |
| 246 | Roth               | Landkreis Roth, Landkreis Nürnberger Land |
| 247 | Aschaffenburg      | Aschaffenburg, Landkreis Aschaffenburg |
| 248 | Bad Kissingen      | Landkreis Bad Kissingen, Landkreis Rhön-Grabfeld, Landkreis Haßberge |
| 249 | Main-Spessart      | Landkreis Main-Spessart, Landkreis Miltenberg |
| 250 | Schweinfurt        | Schweinfurt, Landkreis Schweinfurt, Landkreis Kitzingen |
| 251 | Würzburg           | Würzburg, Landkreis Würzburg |
| 252 | Augsburg-Stadt     | Augsburg, vom Landkreis Augsburg die Gemeinde Königsbrunn |
| 253 | Augsburg-Land      | Landkreis Augsburg ohne Königsbrunn, Landkreis Aichach-Friedberg (südlicher Teil) |
| 254 | Donau-Ries         | Landkreis Donau-Ries, Landkreis Aichach-Friedberg (nördlicher Teil), Landkreis Dillingen an der Donau |
| 255 | Neu-Ulm            | Landkreis Neu-Ulm, Landkreis Unterallgäu (nordwestlicher Teil), Landkreis Günzburg |
| 256 | Oberallgäu         | Landkreis Oberallgäu, Landkreis Lindau (Bodensee), Kempten (Allgäu) |
| 257 | Ostallgäu          | Landkreis Ostallgäu, Landkreis Unterallgäu (südöstlicher Teil), Kaufbeuren, Memmingen |

### Baden-Württemberg
| Nr. | Wahlkreis                   | Gebiet |
| --- | --------------------------- | --- |
| 258 | Stuttgart I                 | Stadtbezirke Stuttgart-West, Stuttgart-Mitte, Stuttgart-Süd, Stuttgart-Nord, Birkach, Degerloch, Hedelfingen, Möhringen, Plieningen, Sillenbuch und Vaihingen   |
| 259 | Stuttgart II                | Stadtbezirke Stuttgart-Ost, Weilimdorf, Feuerbach, Botnang, Bad Cannstatt, Stammheim, Zuffenhausen, Mühlhausen, Münster, Untertürkheim, Wangen und Obertürkheim |
| 260 | Böblingen                   | Landkreis Böblingen ohne Steinenbronn und Waldenbuch |
| 261 | Esslingen                   | Landkreis Esslingen (nördlicher Teil) |
| 262 | Nürtingen                   | Landkreis Esslingen (südlicher Teil), vom Landkreis Böblingen die Gemeinden Steinenbronn und Waldenbuch                                                         |
| 263 | Göppingen                   | Landkreis Göppingen |
| 264 | Waiblingen                  | Rems-Murr-Kreis (südlicher Teil) |
| 265 | Ludwigsburg                 | Landkreis Ludwigsburg (südlicher Teil) |
| 266 | Neckar-Zaber                | Landkreis Ludwigsburg (nördlicher Teil), Landkreis Heilbronn (südlicher Teil)                                                                                   |
| 267 | Heilbronn                   | Heilbronn, Landkreis Heilbronn (nördlicher Teil) |
| 268 | Schwäbisch Hall – Hohenlohe | Landkreis Schwäbisch Hall, Hohenlohekreis |
| 269 | Backnang – Schwäbisch Gmünd | Ostalbkreis (westlicher Teil), Rems-Murr-Kreis (nördlicher Teil)                                                                                                |
| 270 | Aalen – Heidenheim          | Ostalbkreis (östlicher Teil), Landkreis Heidenheim |
| 271 | Karlsruhe-Stadt             | Karlsruhe |
| 272 | Karlsruhe-Land              | Landkreis Karlsruhe (südlicher Teil) |
| 273 | Rastatt                     | Landkreis Rastatt, Baden-Baden |
| 274 | Heidelberg                  | Heidelberg, Rhein-Neckar-Kreis (nördlicher Teil) |
| 275 | Mannheim                    | Mannheim |
| 276 | Odenwald – Tauber           | Neckar-Odenwald-Kreis, Main-Tauber-Kreis |
| 277 | Rhein-Neckar                | Rhein-Neckar-Kreis (östlicher Teil) |
| 278 | Bruchsal – Schwetzingen     | Landkreis Karlsruhe (nördlicher Teil), Rhein-Neckar-Kreis (westlicher Teil)                                                                                     |
| 279 | Pforzheim                   | Pforzheim, Enzkreis |
| 280 | Calw                        | Landkreis Calw, Landkreis Freudenstadt |
| 281 | Freiburg                    | Freiburg im Breisgau, Landkreis Breisgau-Hochschwarzwald (nordwestlicher Teil)                                                                                  |
| 282 | Lörrach – Müllheim          | Landkreis Lörrach, Landkreis Breisgau-Hochschwarzwald (südwestlicher Teil)                                                                                      |
| 283 | Emmendingen – Lahr          | Landkreis Emmendingen, Ortenaukreis (südlicher Teil) |
| 284 | Offenburg                   | Ortenaukreis (nördlicher Teil) |
| 285 | Rottweil – Tuttlingen       | Landkreis Rottweil, Landkreis Tuttlingen |
| 286 | Schwarzwald-Baar            | Schwarzwald-Baar-Kreis, Ortenaukreis (östlicher Teil) |
| 287 | Konstanz                    | Landkreis Konstanz |
| 288 | Waldshut                    | Landkreis Waldshut, Landkreis Breisgau-Hochschwarzwald (östlicher Teil)                                                                                         |
| 289 | Reutlingen                  | Landkreis Reutlingen |
| 290 | Tübingen                    | Landkreis Tübingen, Zollernalbkreis (nördlicher Teil) |
| 291 | Ulm                         | Ulm, Alb-Donau-Kreis |
| 292 | Biberach                    | Landkreis Biberach, vom Landkreis Ravensburg die Gemeinden Aichstetten, Aitrach, Bad Wurzach und Kißlegg                                                        |
| 293 | Bodensee                    | Bodenseekreis, vom Landkreis Sigmaringen die Gemeinden Herdwangen-Schönach, Illmensee, Pfullendorf und Wald                                                     |
| 294 | Ravensburg                  | Landkreis Ravensburg ohne Aichstetten, Aitrach, Bad Wurzach und Kißlegg                                                                                         |
| 295 | Zollernalb – Sigmaringen    | Zollernalbkreis (südlicher Teil), Landkreis Sigmaringen ohne Herdwangen-Schönach, Illmensee, Pfullendorf und Wald                                               |

### Saarland
| Nr. | Wahlkreis   | Gebiet |
| --- | ----------- | --- |
| 296 | Saarbrücken | Vom Regionalverband Saarbrücken die Gemeinden Saarbrücken, Großrosseln, Püttlingen, Riegelsberg, Kleinblittersdorf und Völklingen |
| 297 | Saarlouis   | Landkreis Saarlouis ohne Lebach und Schmelz, Landkreis Merzig-Wadern |
| 298 | St. Wendel  | Landkreis St. Wendel, vom Landkreis Saarlouis die Gemeinden Lebach und Schmelz, vom Landkreis Neunkirchen die Gemeinden Eppelborn, Illingen, Merchweiler, Ottweiler und Schiffweiler, vom Regionalverband Saarbrücken die Gemeinde Heusweiler |
| 299 | Homburg     | Saarpfalz-Kreis, vom Landkreis Neunkirchen die Gemeinden Neunkirchen und Spiesen-Elversberg, vom Regionalverband Saarbrücken die Gemeinden Friedrichsthal, Quierschied und Sulzbach/Saar                                                      |